# برنامه فوبوس

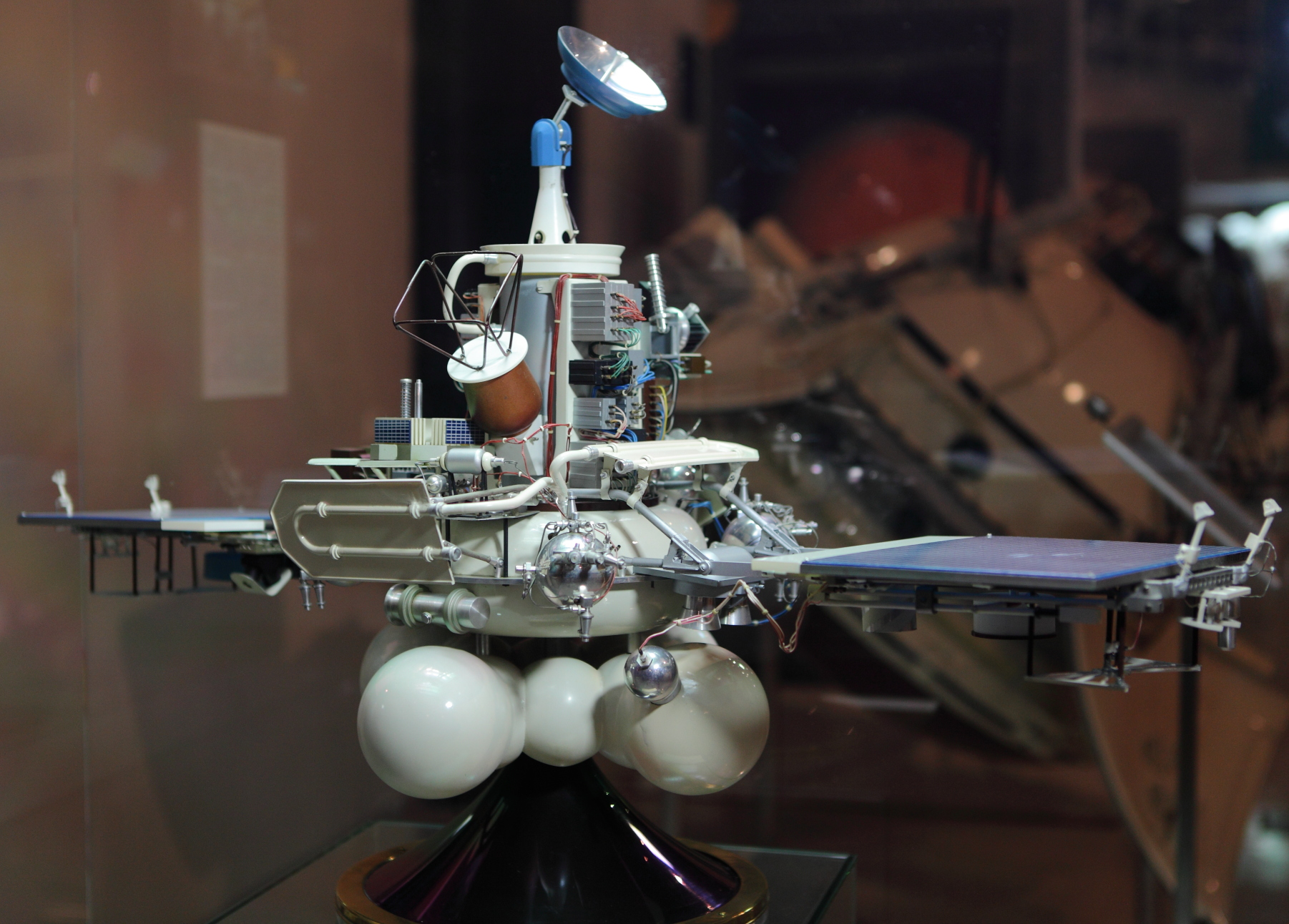
کاوشگر فوبوس

فوبوس (روسی: Фобос, Fobos , یونانی: Φόβος) یک برنامه مأموریت فضایی بدون سرنشین و متشکل از دو کاوشگر بود که توسط اتحاد جماهیر شوروی برای مطالعه مریخ و قمرهای آن فوبوس و دیموس پرتاب شد. فوبوس ۱ در ۷ ژوئیه ۱۹۸۸ و فوبوس ۲ در ۱۲ ژوئیه ۱۹۸۸، هر دو توسط موشک پروتون-K به فضا پروتون (موشک)|پرتاب شدند.
فوبوس ۱ در مسیر مریخ دچار خرابی ترمینال شد. فوبوس ۲ به مدار مریخ رسید، اما قبل از استقرار برنامه ریزی شده، قبل از مرحله نهایی ارتباطش قطع شد. فوبوس ۱ و ۲ از طرح فضاپیمای جدیدی برخوردار بودند و جانشین نوع مورد استفاده در مأموریت‌های سیاره‌ای ونرا در سال‌های ۱۹۷۵–۱۹۸۵ شدند که آخرین بار در مأموریت‌های وگا ۱ و وگا ۲ به دنباله‌دار هالی استفاده شد. وزن هر یک از آنها ۲۶۰۰ کیلوگرم بود.

## اهداف
اهداف مأموریت‌های فوبوس:
- انجام مطالعات محیط بین سیارهای؛
- مشاهدات خورشید
- مشخص کردن محیط پلاسما در مجاورت مریخ.
- انجام مطالعات سطحی و جوی مریخ.
- مطالعه ترکیب سطح ماهواره مریخی فوبوس

## طراحی فضاپیما
بخش اصلی فضاپیما شامل یک بخش الکترونیکی تحت فشار ترانس‌های توروئید بود که یک بخش آزمایش استوانه‌ای مدولار را احاطه کرده بود. در زیر این چهار مخزن کروی (مرحله فرگت) حاوی هیدرازین برای کنترل نگرش نصب شده بود و هدایت‌کننده‌های اضافی بر روی بدنه فضاپیما و صفحات خورشیدی نصب شده‌اند. با استفاده از یک سیستم کنترل سه محوره، که دید آن با حفظ سنسورهای خورشید و ستاره حفظ می‌شد.

## فوبوس ۱
فوبوس ۱ به‌طور اسمی فعالیت می‌کرد تا اینکه، چند هفته پس از سفر به مریخ، یک جلسه ارتباطی پیش‌بینی شده در ۲ سپتامبر ۱۹۸۸ برگزار نشد. عدم موفقیت کنترل‌کننده‌ها در برقراری تماس مجدد با فضاپیما، به خطایی در نرم‌افزار بارگذاری شده در تاریخ ۲۹ اوت/ ۳۰ اوت منتهی شد که باعث غیرفعال شدن محرک‌های نگرش گردید. با از دست دادن قفل خود در خورشید، سفینه دیگر نمی‌توانست آرایه‌های خورشیدی خود را به درستی تنظیم کند، بنابراین باتری‌های خود را تخلیه کرد.
دستورالعمل‌های نرم‌افزاری برای خاموش کردن کنترل وضعیت کاوشگر، که معمولاً عملی مهلک است، بخشی از روال معمول هنگام آزمایش فضاپیمای روی زمین بود. به‌طور معمول این روال قبل از راه اندازی حذف می‌شود. با این حال، این نرم‌افزار در پروم‌ها کدگذاری شده بود، بنابراین حذف کد آزمون مستلزم حذف و جایگزینی کل رایانه است. به دلیل فشار زمان ناشی از پرتاب قریب‌الوقوع، مهندسان تصمیم گرفتند توالی دستور را در داخل بگذارند، هرچند هرگز نباید استفاده شود. با این حال، یک خطای تک کاراکتر در ساخت دنباله بارگذاری منجر به اجرای دستور، با از بین رفتن سفینه فضایی شد.

## فوبوس ۲

نمونه تصویر گرفته شده توسط کاوشگر فوبوس ۲. تصویر پیشرفته منتشر شده توسط IKI. با ۴۳۰ کیلومتر دور با وضوح ۸۰/۴۲۰ متر طی شده‌است.

فوبوس ۲ در ۱۲ ژوئیه ۱۹۸۸ در بالای پروتون-K با یک مرحله بالایی Blok D از کیهان فضایی بایکونور پرتاب شد و در ۲۹ ژانویه ۱۹۸۹ وارد مدار مریخ شد. فوبوس ۲ در ۲۹ ژانویه ۱۹۸۹ به‌طور اسمی در تمام مراحل سفر دریایی و مداری مریخ کار می‌کرد و اطلاعاتی را در مورد خورشید، محیط بین سیاره ای، مریخ و فوبوس جمع‌آوری می‌کرد. فوبوس ۲ سطح و جو مریخ را بررسی کرد و ۳۷ تصویر از فوبوس با وضوح حداکثر ۴۰ متر ارسال کرد. اما ارتباطات آن قبل از استقرار برنامه ریزی شده برای فرستنده فوبوس از بین رفته بود.